# The Fifth Estate (film)
The Fifth Estate er en amerikansk biografisk dramathriller fra 2013, instrueret af Bill Condon. Filmen omhandler informationslækage-siden WikiLeaks, hvis chefredaktør og medgrundlægger Julian Assange og tidligere talsmand Daniel Domscheit-Berg spilles af henholdsvis Benedict Cumberbatch og Daniel Brühl. Manuskript er skrevet af Josh Singer og baseret på Domscheit-Bergs Inside WikiLeaks: My Time with Julian Assange and the World's Most Dangerous Website (2011) og WikiLeaks: Inside Julian Assange's War on Secrecy af de britiske journalister David Leigh og Luke Harding.

## Medvirkende
- Benedict Cumberbatch som Julian Assange
- Daniel Brühl som Daniel Domscheit-Berg
- Anthony Mackie som Sam Coulson
- David Thewlis som Nick Davies
- Moritz Bleibtreu som Marcus
- Alicia Vikander som Anke Domscheit-Berg
- Stanley Tucci som James Boswell
- Laura Linney som Sarah Shaw
- Carice van Houten som Birgitta Jónsdóttir
- Peter Capaldi som Alan Rusbridger
- Dan Stevens som Ian Katz
- Alexander Beyer som Marcel Rosenbach
- Alexander Siddig som Dr. Tarek Haliseh
- Philip Bretherton som Bill Keller